# Lerista arenicola
Lerista arenicola este o specie de șopârle din genul Lerista, familia Scincidae, descrisă de Storr 1971. Conform Catalogue of Life specia Lerista arenicola nu are subspecii cunoscute.